# Gigia stenogaster
Gigia stenogaster är en fjärilsart som beskrevs av Felder 1874. Gigia stenogaster ingår i släktet Gigia och familjen nattflyn. Inga underarter finns listade i Catalogue of Life.